# Mănăstirea Nicoreni
Mănăstirea Nicoreni este o mănăstire de călugări cu hramul Sfântul Mare Prooroc Ilie situată lânga satul Nicoreni din raionul Drochia, Republica Moldova.
Întemeietorul și primul stareț al acestei mănăstiri a fost Arhimadritul Rafail (Bodiu) (22.10.1959–13.10.2020), actual fiind stareț Arhimandritul Vlasie Ușureu.
Lăcașul a fost întemeiat de parohul bisericii din satul Nicoreni într-o tabără de copii, construită în anul 1975 și închisă în anul 1991. În anul 1994, în cantina fostei tabere s-a sfințit biserica cu hramul în cinstea icoanei Maicii Domnului, "Portărița". La inceput chiliile s-au aflat în pavilioanele ce au aparținut taberei. Construcția bisericii de vară, cu hramul Sfântul Prooroc Ilie a fost începută în anul 1993. Timp de cinci ani a fost ridicat nivelul întâi. Această biserică, construită în stil rusesc, îmbinat cu cel local, are două nivele, fiecare nivel având câte trei altare. De asemenea, a fost construită, în 1996, o trapeză încăpătoare cu bucătărie, iar în vara anului 1998 trapeza a fost pictată în stil neobizantin.